# پیروی کورکورانه
پیروی کورکورانه (که همچنین به عنوان اطاعت کورکورانه یا پیروی مخرب شناخته می‌شود) (به انگلیسی: Malicious compliance)، رفتاری است که به‌طور دقیق از دستورها و فرمان‌های یک مقام مافوق پیروی می‌کند، علی‌رغم اینکه می‌دانید که پیروی از دستورها نتیجه ناخواسته یا منفی خواهد داشت. این اصطلاح معمولاً به معنای پیروی از یک دستور است به گونه‌ای که هدف دستور را نادیده می‌گیرد یا به‌طور دیگری تضعیف می‌کند، اما به‌طور کامل از آن پیروی می‌کند. این نوعی رفتار پرخاشگری منفعلانه است که اغلب با روابط ضعیف مدیریت-کار، مدیریت خُرد، عدم اعتماد عمومی به رهبری و مقاومت در برابر تغییرهایی که به عنوان بی‌معنا، تکراری، خطرناک یا نامطلوب تلقی می‌شوند، همراه است. در سازمان‌هایی که ساختارهای مدیریتی از بالا به پایین بدون روحیه، رهبری یا اعتماد متقابل هستند، رایج است. در حقوق ایالات متحده، این عمل به عنوان نوعی اطاعت غیرمدنی تئوریزه شده‌است و تکنیکی است که در عمل هنری نیز استفاده می‌شود.
مدیران می‌توانند با نداشتن درخواست بی‌رویه یا غیرقابل درک از کارکنان از این امر جلوگیری کنند.